# Leptophion orientalis
Leptophion orientalis är en stekelart som först beskrevs av Morley 1912.  Leptophion orientalis ingår i släktet Leptophion och familjen brokparasitsteklar. Inga underarter finns listade i Catalogue of Life.